# Stylobat

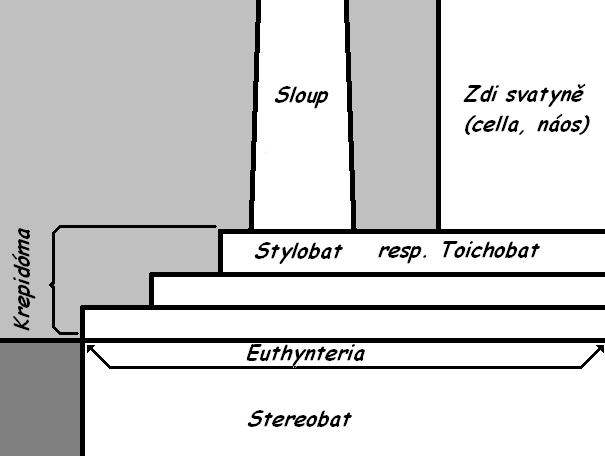
Schéma podstavce antického chrámu

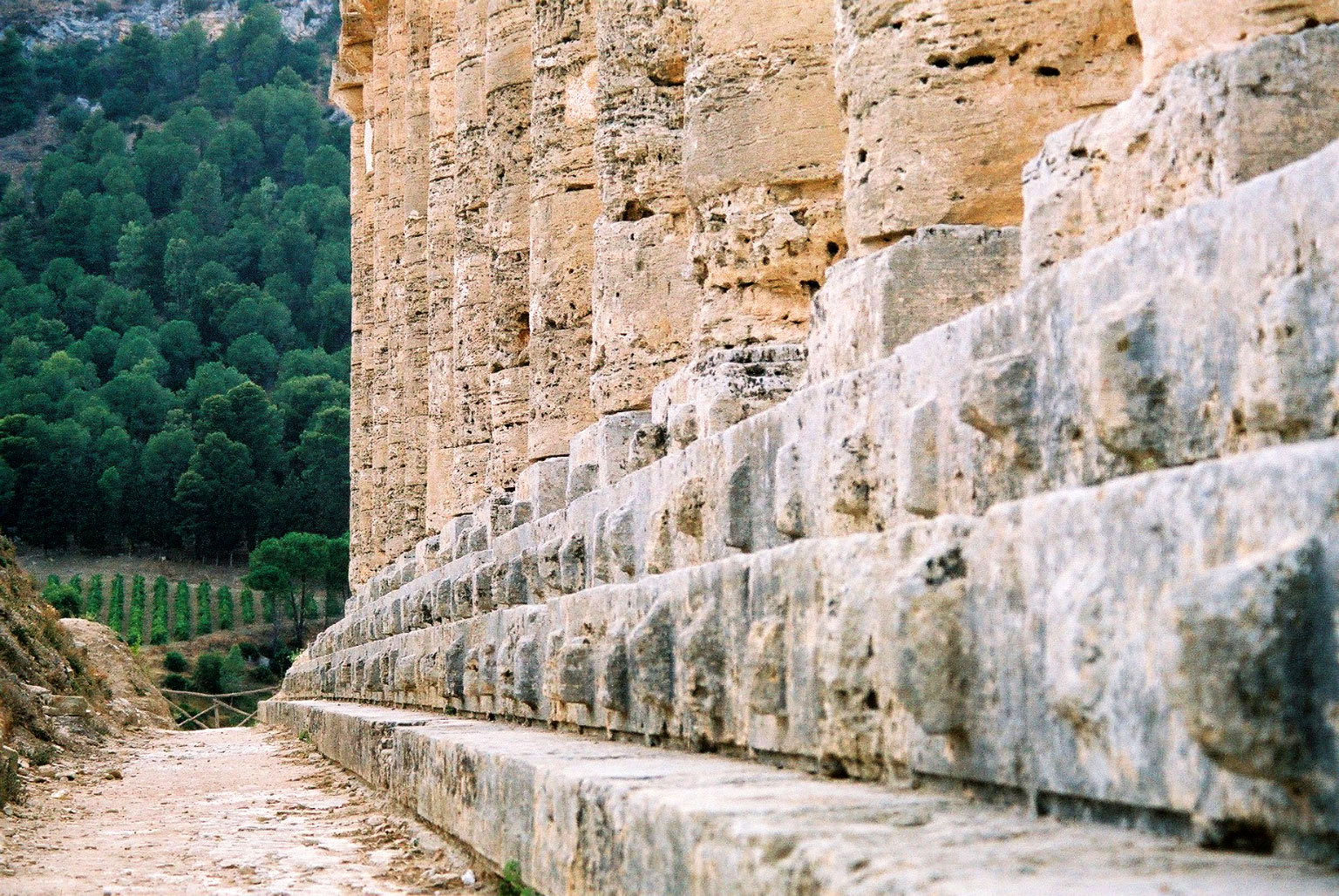
Třístupňová krepidóma se stylobatem dórského chrámu v Segestě na Sicílii

Stylobat je název pro poslední stupeň podnože – krepidómy antických chrámů určitých typů.
Tento stupeň bývá pro zdůraznění o něco vyšší a s celou krepidómou bývá směrem ke středu chrámu nepatrně vypouklý, aby se rozměry stavby opticky zvětšily. Nazývá se tak, pokud u jeho okraje stojí sloupořadí. Poslední stupeň, na jehož okraji stojí pouze zdi, se nazývá toichobat.